# アンドリュー・ウィギンズ
- アンドリュー・ウィギンス

アンドリュー・クリスチャン・ウィギンズ（Andrew Christian Wiggins, 1995年2月23日 - ）は、カナダ・オンタリオ州トロント出身のプロバスケットボール選手。NBAのマイアミ・ヒートに所属している。ポジションはスモールフォワード。

## 生い立ち
カナダオンタリオ州トロントで生まれた。父は元NBA選手のミッチェル・ウィギンズ、母は元オリンピック代表の陸上競技選手のマリタ・ペインで2人はいずれもフロリダ州立大学であった。

## カレッジ時代
彼はフロリダ州立大学、ケンタッキー大学、ノースカロライナ大学、カンザス大学から奨学金のオファーを受けた。
2013年5月14日、カンザス大学への進学を表明した。6月18日にチームに合流した。
2014年1月13日のアイオワ州立大学戦で17得点、19リバウンドをあげた。過去15年間に全米の1年生選手で17得点、19リバウンド以上あげたのは、他に1人しかいないことであった。

## NBAキャリア

### ミネソタ・ティンバーウルブズ
2014年3月、2014年のNBAドラフトにエントリーすることを発表した。2014年6月26日、NBAドラフト1巡目1位でクリーブランド・キャバリアーズに指名された。

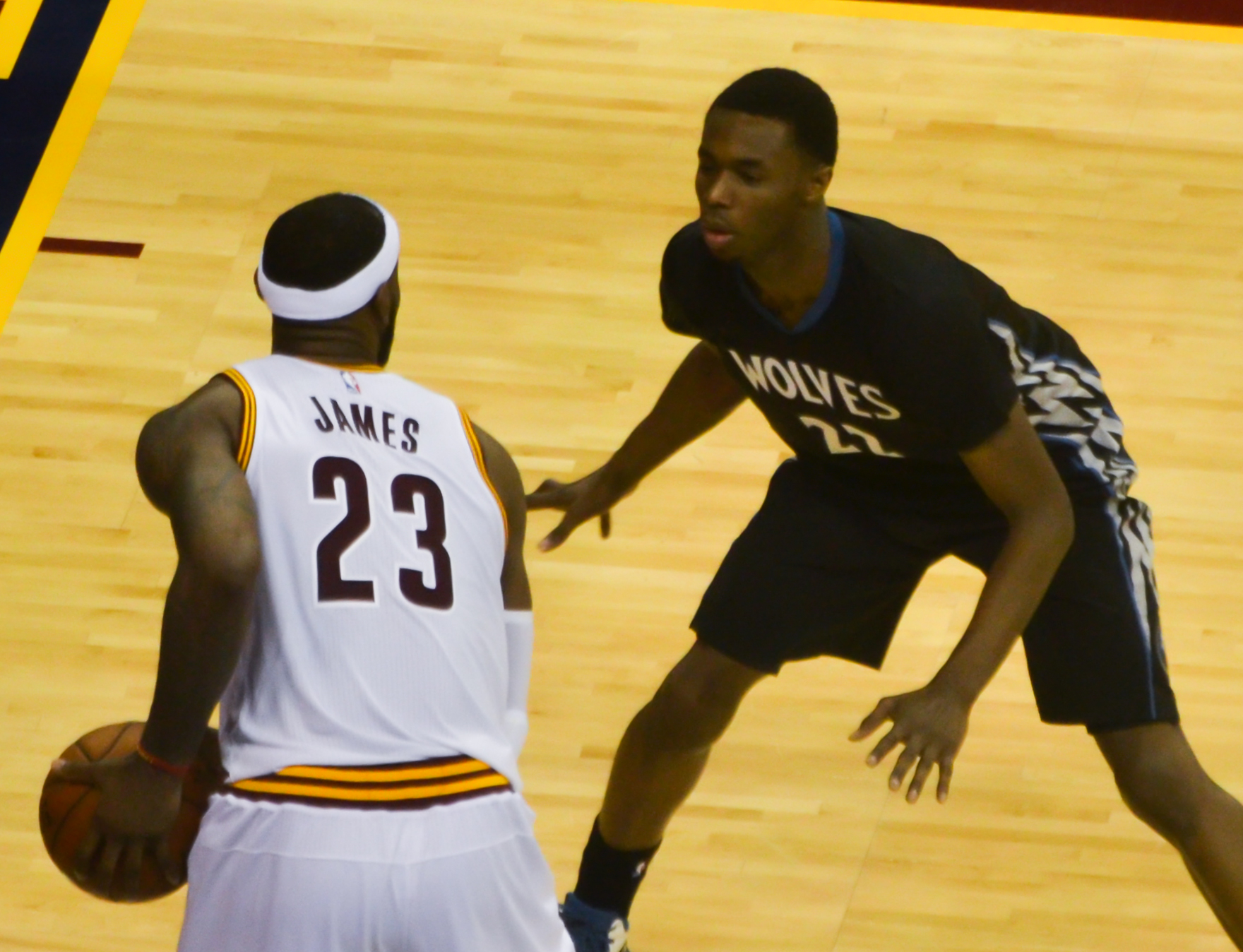
レブロン・ジェームズ (左) のディフェンスをするウィギンズ (右)

2014年8月23日、ケビン・ラブとのトレードで、アンソニー・ベネットとともにミネソタ・ティンバーウルブズへ移籍した。1試合も出場しないままトレードされる全体1位指名選手は1993年のドラフトで全体1位指名されたクリス・ウェバー以来のことであった。
ルーキーシーズンは全試合に平均39分出場し、平均 25得点、7リバウンドの成績を残し、2015年4月29日、2014-2015シーズンの新人王に選出された。2015年1月17日のデンバー・ナゲッツ戦で、31得点、9リバウンド、4アシストを記録した。
2016年11月13日のロサンゼルス・レイカーズ戦で、自己最多得点を更新する47得点を記録した。
2017年10月11日、ティンバーウルブズと5年1億4800万ドルで契約を延長した。

### ゴールデンステート・ウォリアーズ
2020年2月6日、ディアンジェロ・ラッセルら複数選手とのトレードでゴールデンステート・ウォリアーズへ移籍した。　

#### 2020-21シーズン
かつてはディフェンスの「穴」と見なされていたウィギンスだが、守備面での躍動は数字にも顕著に表れている。ウィギンスがディフェンスをする際、対戦相手のショット成功率はわずか37.7パーセントと低調な数字を記録。このディフェンシブレーティングは、100本以上の被試投があった選手のうち、アンドレ・ドラモンド（クリーブランド・キャバリアーズ）、レブロン・ジェームズ、アンソニー・デイビス（ロサンゼルス・レイカーズ）らに次ぐリーグ全体4位の高アベレージである。ウィギンスは、1月7と9日のロサンゼルス・クリッパーズとの連戦において、カワイ・レナードをマーク。レナードはウィギンス相手に12本のシュートを試投し、わずか2本しかメイクできなかったという。また、ラプターズ戦においてパスカル・シアカムはゲームハイの25得点をマークしたが、これらの得点の多くはスイッチやウィギンスがベンチにいる時間帯に記録したものだった。
守備に定評のあるウォリアーズにおいて、卓越したディフェンスを続けるウィギンス。しかし、1試合平均17.9得点(1月15日時点)と万能なポイントゲッターとしてもチームを助け、スリーポイント成功率39.3パーセントはキャリアハイの成績を収めている。
そしてシーズン全体では18.6得点、4.9リバウンド、2.4アシスト、0.9スティール、1.0ブロック、FG成功率47.7%、3ポイント成功率は38.0%を記録し、ステフィン・カリーに次ぐ二番手として活躍した。そしてプレーオフ進出を決めるプレイイン・トーナメントのロサンゼルス・レイカーズ戦では21得点、メンフィス・グリズリーズ戦では22得点、10リバウンドと活躍し接戦となったが惜しくも敗れ、成長したウィギンスのシーズンは幕を閉じた。
　

#### 2021-22シーズン
。ニューヨーク州とカリフォルニア州サンフランシスコの新型コロナ規制により、ニューヨーク・ニックスやブルックリン・ネッツ、ウォリアーズの選手たちは、医療上ないし宗教上の理由による免除が適用されない限り、ワクチン接種が求められ、NBAは9月24日、ウィギンズによる宗教上の理由によるワクチン接種義務の免除申請を却下したことを発表。このため、ウィギンズはウォリアーズのホームゲームに出場できなくなると報じられていた。よって10月5日にウィギンスは新型コロナウィルスのワクチンを打ったことを発表した。「ワクチンを接種するか、NBAでプレーしないかという選択肢しかなかった」とコメント。さらに、「難しい決断だった」と、苦渋の選択だったことを明かしている。
11月11日に行われた古巣のミネソタ・ティンバーウルブズ戦では抜群の身体能力を生かしてインサイドへ切り込み、外角からも効果的にシュートを成功。さらにはかつての盟友、カール＝アンソニー・タウンズに対して豪快なダンクを2度も叩き込むなど八面六臂の活躍で今シーズン自己最多の35得点を記録した。
12月6日に行われたオーランド・マジック戦で10本中8本のスリー成功から28得点をマーク。1試合での3ポイントショット成功数で自己ベストを記録し、ウォリアーズを126-95で勝利に大貢献した。
12月15日に行われたニューヨーク・ニックス戦で18得点を挙げて、MSG(マディソン・スクエア・ガーデン)で勝利した。新記録となるカリーの2974本目の3ポイントを演出したのは、カリーの3ポイントを最もアシストしてきたドレイモンド・グリーン（479本）ではなく、意外にもウィギンズだった。
12月に入りコロナウイルスに感染したことが判明し、数試合欠場することが余儀なくされた。そしてキャリア初の出場になるはずだった同月25日の恒例のクリスマスゲームには不出場となった。
このシーズン、NBAオールスターゲームにNBA8年目で初選出、スターターとしての選出となった.。デビューから球宴先発までに要した最長期間は2015年のカイル・ラウリー（当時トロント・ラプターズ、現マイアミ・ヒート）の9シーズンで、ウィギンスの8シーズンは1967年のボブ・ブーザー（当時シカゴ・ブルズ）と並ぶ歴代2位の“遅咲き”記録。ドラフト全体トップ指名選手のオールスター選出は、現行方式に近くなった1966年以降としては40人目となった。スリーポイント2本や豪快なダンクを含む10得点を記録した。
しかしオールスターブレイク後からチームと共に自身も調子を落としてしまい得点などのスタッツが少しずつ落ち、インパクトもやや少なくなってしまった。それでも73試合に出場し平均17.2得点, 4.5リバウンド, 2.2アシスト, 1.0スティール, FG46.6%, 3P39%を残した。得点はルーキーイヤー以降最低だったが、3P成功率とディフェンシブ・レーティング(105.4)は自己最高の数字は残し、指揮官に「リーグトップの2ウェイプレイヤー」と絶賛されるほどディフェンス面で大きくステップアップしたり、オールスターに初選出されたりと充実した一年を送った。そしてウォリアーズは西カンファレンス3位の53勝29敗を残し、３年ぶりのプレイオフへ、自身は２回目のプレイオフへ出場することになった。
プレイオフ1回戦はデンバー・ナゲッツと対戦、この戦いでスティーブ・カーヘッドコーチは新デスラインナップという斬新な戦法を使用した。デスラインナップとは王朝を築いたウォリアーズが使用していた戦法で2015年はステフィン・カリー、クレイ・トンプソン、ハリソン・バーンズ（現サクラメント・キングス）、アンドレ・イグダーラ、ドレイモンド・グリーンという５人、17、18年はバーンズに代わってケビン・デュラント（現ブルックリン・ネッツ）を送り込んできた。全員が複数のポジションをこなしつつ、スイッチしてガードすることも可能で、ボールハンドリングもこなせる５選手をコートに送り込み、相手を翻弄した。
最新版の“デスラインナップ”(新デスラインナップ)はカリー、トンプソン、グリーンの３本柱にプール、ウィギンズを加えた５人。第1戦と第2戦で約10分間のみの起用ながら、その時間帯にナゲッツを42－14と圧倒。オフェンシブ・レーティングで204.3、ディフェンシブ・レーティングでも75.0と、攻守両面で驚異的な数値を叩き出している。この戦法のおかげでウォリアーズはナゲッツを4勝1敗で倒し、自身は5試合で平均14.0得点, 6.8リバウンド, 1.6アシスト, 1.0スティール,FG52.9%, 3P53.8%を記録し、初のプレイオフ2回戦へと駒を進めた。
プレイオフ2回戦の相手はメンフィス・グリズリーズ、ゲーム1では17得点, 8リバウンドを記録しウォリアーズの勝利に貢献した。ゲーム2では相手のエースジャ・モラントのディフェンスストッパーであったゲイリー・ペイトン2世が重症を負ってしまい、ウィギンスがモラントのマークを担当することとなった。その試合で16得点, 9リバウンド, 1スティール, 1ブロックという攻守両面でマルチな活躍を残すが、モラントがプレイオフキャリアハイタイとなる47得点を叩きだし、ゲーム2を落としてしまった。ホームで行われたゲーム3で17得点, 2スティール, 1ブロック, FG70%, 3P100%という非常に効率良く活躍をし、ゲーム4では17得点, 10リバウンド, 1スティール, 2ブロックのタブルタブルを残し、2戦とも勝利に貢献した。しかしゲーム5では歴史的大敗を喫してしまった。前半から大量リードを許して、第3Qを迎えたが途中でウィギンスを含む主力選手はベンチに下げられた。 19分の出場で5得点といつもの存在感を発揮できなかった。そして勝てばカンファレンスファイナル出場、負ければアウェイでの第7戦という状況で行われたゲーム6。しかし第4Qまでディフェンス面では活躍していたものの、オフェンス面ではFG33.4%, 3P33.4%と不調だったが、ウォリアーズの1点リードで迎えた第4Q、4本中3本のシュートを成功させ、そのうち3Pは2本中2本成功させるなど、18得点, 11リバウンドを記録し、ゲーム6を制し、3年ぶりのカンファレンスファイナル、そしてウィギンス自身はキャリア2回目のプレイオフで初カンファレンスファイナルに駒を進めた。

#### 2022-23シーズン
開幕前の10月16日、ウォリアーズと4年1億900万ドルの延長契約をした。

## プレースタイル
細身で長身ながら、インサイドもアウトサイドもこなせるオールラウンダー。フェイドアウェイショットのような難しいシュートも難なくこなす一方で、時にはゴール下にも果敢にドライブし、相手ディフェンダーの上からダンクを叩き込む。アウトサイドシュートには改善の余地がある。両親ともにトップレベルのアスリートで、親譲りの高い身体能力で若いときから天才プレーヤーとして期待をされる。
ただ、2017-18シーズンから期待された成長が見られないとメディアから非難されることや、練習態度などのバスケへの姿勢にチームメイトやフロントが疑問を抱くなど (ジミー・バトラーもウルブズ在籍時に苦言を呈している) 、才能を持て余したプレーヤーとして見られることも少なくない。
守備面ではリーグ最悪のディフェンダーと言われたこともあるなど評価が低かったが、ウォリアーズ移籍後はスティーブ・カーHC、ドレイモンド・グリーンなどチームメイトの指導で飛躍的に改善した。

## 個人成績

### レギュラーシーズン
| シーズン     | チーム       | GP  | GS  | MPG  | FG%  | 3P%  | FT%  | RPG | APG | SPG | BPG | PPG  |
| ------------ | ------------ | --- | --- | ---- | ---- | ---- | ---- | --- | --- | --- | --- | ---- |
| 2014–15      | MIN          | 82  | 82  | 36.2 | .437 | .310 | .760 | 4.6 | 2.1 | 1.0 | .6  | 16.9 |
| 2015–16      | MIN          | 81  | 81  | 35.1 | .459 | .300 | .761 | 3.6 | 2.0 | 1.0 | .6  | 20.7 |
| 2016–17      | MIN          | 82* | 82* | 37.2 | .452 | .356 | .760 | 4.0 | 2.3 | 1.0 | .4  | 23.6 |
| 2017–18      | MIN          | 82* | 82* | 36.3 | .438 | .331 | .643 | 4.4 | 2.0 | 1.1 | .6  | 17.7 |
| 2018–19      | MIN          | 73  | 73  | 34.8 | .412 | .339 | .669 | 4.8 | 2.5 | 1.0 | .7  | 18.1 |
| 2019–20      | MIN          | 42  | 42  | 34.6 | .444 | .331 | .720 | 5.2 | 3.7 | .7  | .9  | 22.4 |
| 2019–20      | GSW          | 12  | 12  | 33.6 | .457 | .339 | .672 | 4.6 | 3.6 | 1.3 | 1.4 | 19.4 |
| 2020–21      | GSW          | 71  | 71  | 33.3 | .477 | .380 | .714 | 4.9 | 2.4 | .9  | 1.0 | 18.6 |
| 2021–22      | GSW          | 73  | 73  | 31.9 | .466 | .393 | .634 | 4.5 | 2.2 | 1.0 | .7  | 17.2 |
| 2022–23      | GSW          | 37  | 37  | 32.2 | .473 | .396 | .611 | 5.0 | 2.3 | 1.2 | .8  | 17.1 |
| 2023–24      | GSW          | 71  | 59  | 27.0 | .453 | .358 | .751 | 4.5 | 1.7 | .6  | .6  | 13.2 |
| 2024–25      | GSW          | 43  | 43  | 30.1 | .444 | .379 | .777 | 4.6 | 2.4 | .9  | .8  | 17.6 |
| 2024–25      | MIA          | 17  | 17  | 32.1 | .458 | .360 | .731 | 4.2 | 3.3 | 1.2 | 1.0 | 19.0 |
| 通算         | 通算         | 766 | 754 | 33.8 | .449 | .356 | .725 | 4.5 | 2.3 | 1.0 | .7  | 18.5 |
| オールスター | オールスター | 1   | 1   | 15.0 | .571 | .500 | ---  | .0  | 1.0 | .0  | .0  | 10.0 |

### プレーオフ
| シーズン | チーム | GP | GS | MPG  | FG%  | 3P%  | FT%  | RPG | APG | SPG | BPG | PPG  |
| -------- | ------ | -- | -- | ---- | ---- | ---- | ---- | --- | --- | --- | --- | ---- |
| 2018     | MIN    | 5  | 5  | 32.8 | .441 | .333 | .600 | 5.2 | 2.0 | .4  | .4  | 15.8 |
| 2022     | GSW    | 22 | 22 | 34.9 | .469 | .333 | .646 | 7.5 | 1.8 | 1.0 | 1.1 | 16.5 |
| 2023     | GSW    | 13 | 12 | 34.0 | .459 | .297 | .681 | 5.6 | 1.9 | .8  | 1.2 | 16.7 |
| 2025     | MIA    | 4  | 4  | 30.5 | .372 | .350 | .700 | 3.3 | 2.3 | .3  | 1.3 | 11.5 |
| 通算     | 通算   | 44 | 43 | 34.0 | .456 | .324 | .655 | 6.3 | 1.9 | .8  | 1.0 | 16.0 |

## 脚註
1. ↑  “ANDREW WIGGINS SCOUTING REPORT AND VIDEO BREAKDOWN”.   draftexpress.com (2014年3月26日). 2018年5月1日閲覧。
2. ↑  “Golden State Warriors forward Andrew Wiggins signs shoe deal with Peak”.   NBA.com/Warriors (2020年12月6日). 2022年1月25日閲覧。
3. ↑  Blair, Jeff (2013年6月28日). “Blair: Time for Raptors to go all in for Wiggins”. The Globe and Mail. 2014年3月12日閲覧。
4. ↑  “Toronto-born basketball prospect Wiggins to play at Kansas”.   Citynews.ca (2013年5月14日). 2014年3月12日閲覧。
5. ↑  MIKE GANTER (2010年12月8日). “Andrew Wiggins: Canada's great basketball hope”.   Torontosun.com. 2012年9月21日閲覧。
6. ↑  “Top prospect Andrew Wiggins chooses Kansas”.   ローレンス・ジャーナルワールド (2013年5月14日). 2015年5月31日閲覧。
7. ↑  Matt Norlander (2014年1月14日). “Embiid, Wiggins wow, make big statement in win at Iowa State”.  CBSスポーツ. 2015年5月31日閲覧。
8. ↑  Eric Prisbell and Scott Gleeson (2014年3月31日). “Kansas star Andrew Wiggins declares for NBA draft”.  USA Today. 2014年3月31日閲覧。
9. ↑  ISM (2014年8月24日). “【NBA】3チーム間トレード成立、K.ラブがキャブスへ移籍”.   ISM. 2014年8月24日閲覧。
10. ↑  “ラブ キャバリアーズへトレード 新人ウィギンスと交換”.   TSPスポーツ (2014年8月22日). 2015年5月31日閲覧。
11. ↑  “AP: Timberwolves' Andrew Wiggins named NBA rookie of the year”.   usatoday.com (2015年4月29日). 2015年4月30日閲覧。
12. ↑  “Timberwolves' Andrew Wiggins wins 2014-15 Kia NBA Rookie of the Year Award”.  NBA.com (2015年4月30日). 2015年5月1日閲覧。
13. ↑  Andrew Wiggins Scores Career High 47 Points At Home
14. ↑  Timberwolves officially sign Andrew Wiggins to a multi-year contract extension
15. ↑  “Warriors Acquire Andrew Wiggins & 2021 First and Second Round Draft Picks From Minnesota”. NBA.com (2020年2月6日). 2020年2月6日閲覧。
16. ↑  “ウォリアーズがディアンジェロ・ラッセルをウルブズにトレードし、アンドリュー・ウィギンズを獲得”. 2020年2月7日閲覧。
17. 1 2  “Ranking the five most improved defensive players in the NBA”. hoopshype.com (2021年5月3日). 2022年1月25日閲覧。
18. ↑  “Warriors' Andrew Wiggins drops 35 points vs. former team, including two poster dunks over Karl-Anthony Towns” (英語). 2022年1月25日閲覧。
19. ↑  Guinhawa, Angelo (2021年12月6日). “Andrew Wiggins’ epic transformation with Warriors will make Stephen Curry proud”. ClutchPoints. 2021年12月8日閲覧。
20. ↑  “ウォリアーズのアンドリュー・ウィギンズがオールスター初選出に喜び「夢を見ているかと思った」”. RAKUTEN (2022年1月29日). 2025年4月26日閲覧。
21. ↑  “Minnesota Timberwolves: Top-5 Andrew Wiggins dunks”. Dunkingwithwolves.com (2017年11月11日). 2022年1月25日閲覧。
22. ↑  “Jimmy Butler had 'nothing but amazing things to say' about Andrew Wiggins, according to Andre Iguodala”. CBS Sports (2021年12月27日). 2022年1月25日閲覧。
23. ↑  “ウルブズの「歴代ベスト5」は?KGは他の選手との兼ね合いでSF。タウンズは史上最高になる可能性も”.   DUNK SHOT (2020年10月19日). 2020年10月22日閲覧。
24. ↑  “Two-Way Wiggs doesn't get much love in All-Defense voting”. NBC Sports (2021年6月15日). 2022年1月25日閲覧。